# Gare Part-Dieu - Vivier Merle
Perrache è il capolinea della linea A della metropolitana di Lione.
È situata nel III arrondissement di Lione, sotto boulevard Vivier-Merle, presso la stazione di Lione-Part-Dieu.

## Storia
La stazione fu aperta al traffico il 2 maggio 1978, quando fu attivato il primo troncone della linea B tra le stazioni di Charpennes – Villeurbanne e Gare Part-Dieu - Vivier Merle. Funzionò come capolinea temporaneo sino al 14 settembre 1981, quando la linea fu prolungata sino a Jean Macé.

## Interscambi
La fermata costituisce un importante interscambio con la stazione di Lione-Part-Dieu che, assieme a Perrache è una delle due principali stazioni ferroviarie lionesi. Nelle vicinanze della stazione effettuano fermata diverse linee di tram, autobus urbani ed interurbani.
- Stazione ferroviaria (Lione Part-Dieu)
- Fermata tram (linea 1, linea 3, linea 4)
- Autostazione
- Fermata autobus

## Servizi
La stazione dispone di:
- Accessibilità per portatori di handicap
- Ascensori